# Lotus Software

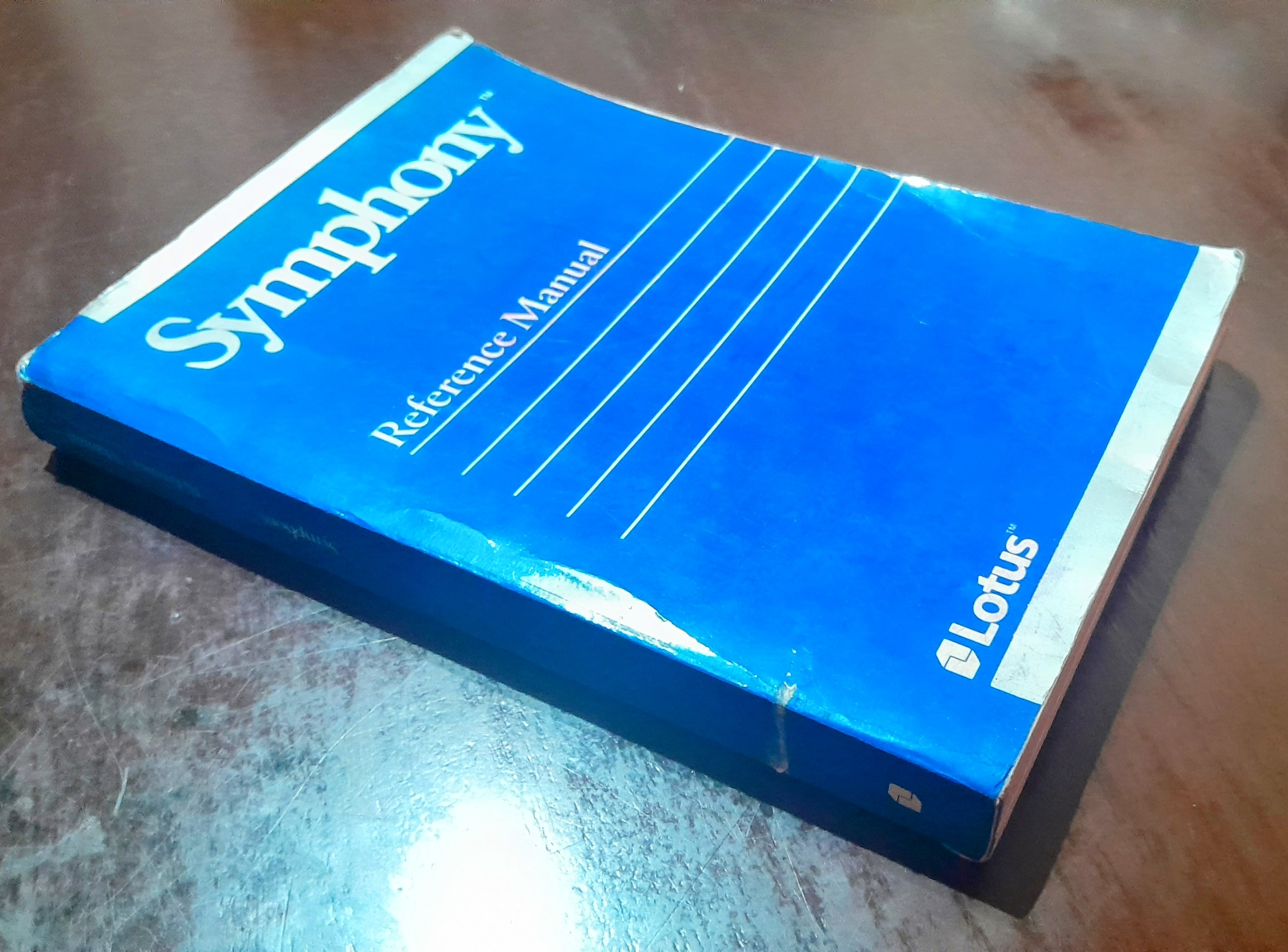
Manual de Lotus Symphony (1984)

Lotus Software (llamada Lotus Development Corporation antes de su adquisición por IBM) fue una compañía de software estadounidense, fundada en el año 1982, por Mitch Kapor y Jonathan Sachs. Su sede central se encontraba en Cambridge, Massachusetts.
En el año 1983 presentó el software para computadoras personales Lotus 1-2-3, que llegó a convertirse en el estándar de las hojas de cálculo en los inicios de la computación personal. La primera versión para DOS, desplazó del mercado al producto VisiCalc que dominaba desde 1981.
En el año 1989, lanza una nueva categoría de software: el groupware que permitiría el trabajo colaborativo en las empresas, y se convertiría en el producto estrella. Su nombre era Lotus Notes.
A principio de los 1990, Lotus lanza un paquete de software (suite) que combinaba plantilla de cálculo, procesador de texto y otras aplicaciones para computación personal bajo el nombre de Lotus SmartSuite. En 1994 lanzó una versión de SmartSuite para IBM OS/2 que incluía 1-2-3 como planilla de cálculo, Ami Pro como procesador de textos, Freelance Graphics como programa de presentaciones y el programa de correo electrónico cc:Mail. En 1998 lanzó el primer port completo y compatible con la versión Windows de SmartSuite para OS/2 Warp 4" que incluía la misma funcionalidad que la versión Windows incluyendo la base de datos Lotus Approach. Le siguió una actualización, la versión 1.1 liberada el 19/11/1998 y la versión 1.7.3 liberada el 25 de octubre de 2001. Aquí terminó el soporte de Lotus al sistema operativo [OS/2] de IBM. Todas las versiones siguientes de Lotus SmartSuite se enfocaron en Windows de 32-bit (Win95 en adelante y NT 4.0 en adelante). 
Lotus SmartSuite 9.5 para Windows 95 y NT fue liberado en 1999, seguido por las versiones 9.6 "Millenium Edition" (año 2000), 9.7 (año 2001) y 9.8 (2002). La última versión a la que llegó el producto Lotus Smartsuite fue la 9.8.2 liberada en marzo de 2009. 
La compañía además de desarrollar y comercializar software, prestó servicios de consultoría, soporte y entrenamiento.
En julio de 1995, la compañía fue adquirida por IBM, y pasó a llamarse Lotus Software. IBM pagó 3500 millones de dólares por la compañía, tentada por la tecnología Notes. Lotus Notes reemplazaría el puesto que ocupó el fallido software OfficeVision de IBM.
En diciembre de 2018, IBM anunció que venderia por $1800 millones de dólares el negocio de IBM Notes a la empresa de software HCL, basada en India.

## Productos
- Lotus Organizer: agenda electrónica.
- Lotus Notes: software colaborativo para grupos de trabajo en empresas. Creado por Ray Ozzie, fundador de Iris Associates Inulo c. y posterior cofundador de Groove Networks.
- Lotus 1-2-3: hoja de cálculos.
- Lotus Domino: software servidor para clientes Lotus Notes.
- Lotus SmartSuite: Paquete de software de escritorio.
- Virtual Classroom: software de aprendizaje basado en Internet.
- Lotus Sametime: software para chat corporativo y videoconferencias.
- Lotus Quickr: Teamspaces - Áreas de trabajo web.